# Gonomyia octospinosa
Gonomyia octospinosa är en tvåvingeart som beskrevs av Alexander 1936. Gonomyia octospinosa ingår i släktet Gonomyia och familjen småharkrankar. Inga underarter finns listade i Catalogue of Life.